# GOL-Sniper
GOL-Sniper — немецкая снайперская винтовка.
Для стрельбы из снайперской винтовки применяются винтовочные патроны калибра 7.62mm NATO (.308Win) и .300 Win Mag для винтовок серии GOL-Sniper S; .338 Lapua для винтовок GOL-Sniper Magnum . Технически представляет собой 5 зарядную винтовку с продольно-скользящим поворотным затвором. Подача патронов при стрельбе производится из отъемных коробчатых магазинов ёмкостью 5 патронов.
Винтовка комплектуется оптическим прицелом. Практически винтовки GOL-Sniper выпускаются под заказ.